# Prince's Bay (Staten Island)
Prince's Bay es el nombre de un vecindario ubicado en la costa sur del borough de Staten Island en la ciudad de Nueva York (Estados Unidos). Prince's Bay limita al norte con Huguenot, al sur con Raritan Bay y al oeste con Pleasant Plains. El vecindario está representado en el Senado del Estado de Nueva York por Andrew Lanza, en la Asamblea del Estado de Nueva York por Michael Reilly y en el Consejo de la Ciudad de Nueva York por Joe Borelli.
El nombre del vecindario a menudo se pronuncia mal como "Princess Bay" o "Prince Bay". Se cree que la ciudad originalmente se llamaba Princess Bay por razones desconocidas. Un mapa de 1776 de Staten Island lo muestra como Princess Bay. La oficina de correos de los Estados Unidos de la comunidad lleva oficialmente el nombre de "Princes Bay Station" según el sitio web y el directorio de USPS.
El código postal de Prince's Bay es 10309, que comparte con otros vecindarios de South Shore, incluidos Charleston, Pleasant Plains y Richmond Valley. La parte occidental de Prince's Bay ahora se reconoce comúnmente como un vecindario separado, conocido como Rossville.

## Historia

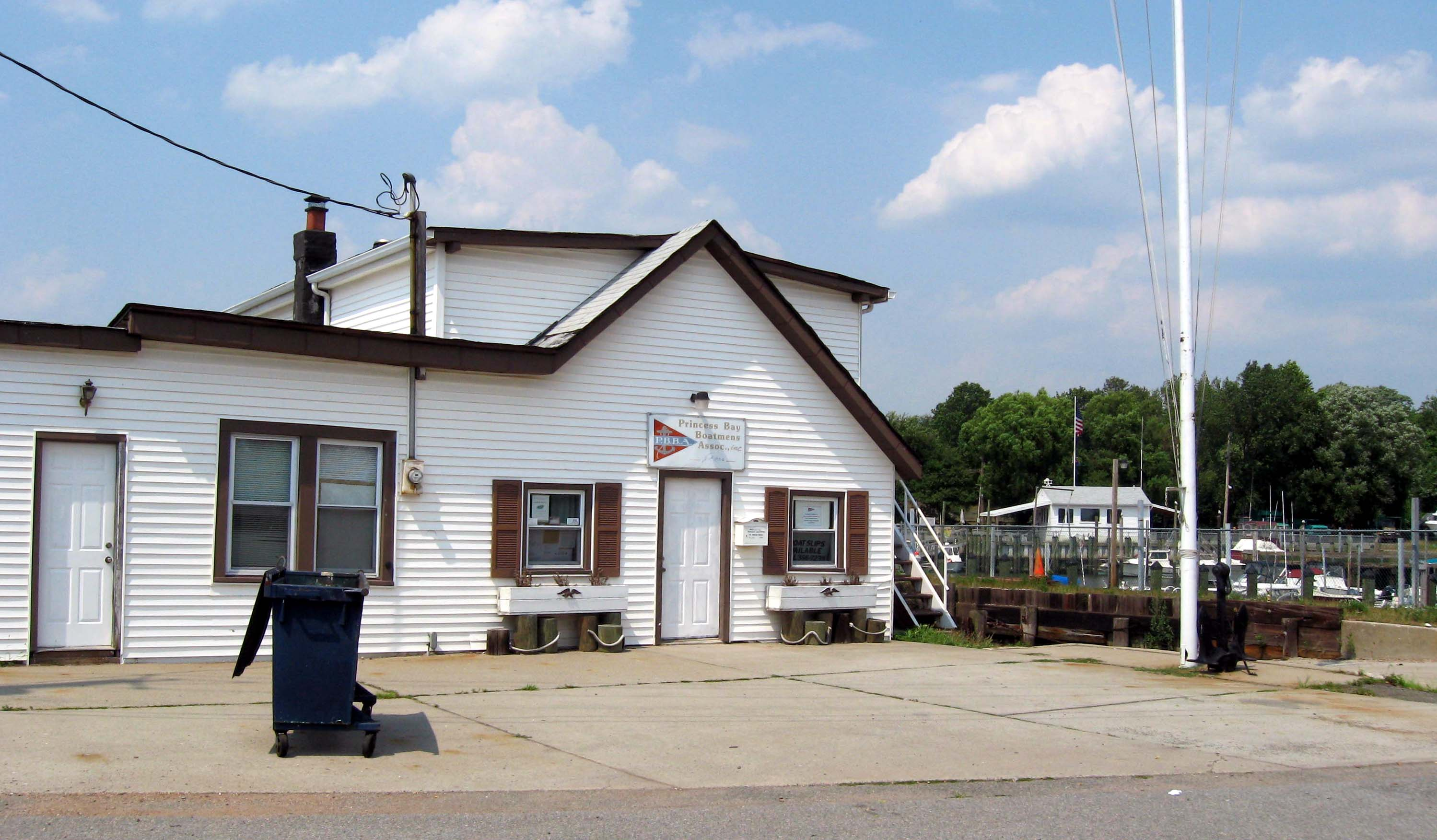
Asociación de navegantes de Princess Bay

El desarrollo en el área se aceleró cuando la terminal sur del Ferrocarril de Staten Island se trasladó de Eltingville a Tottenville en 1860. La estación de Prince's Bay cruza por debajo de Seguine Avenue, anteriormente conocida como Prince's Bay Road.
Principalmente un pueblo de pescadores al principio, sus ostras eran tan famosas que las "Ostras de Prince's Bay" a menudo se podían encontrar en los menús de destacados restaurantes de mariscos en Manhattan e incluso en Londres. Una gran fábrica, operada por SS White Dental Manufacturing Company, estuvo ubicada una vez a lo largo de la costa al pie de Seguine Avenue; en un momento, la planta fue el mayor empleador en todo Staten Island, pero cerró en 1972. A fines de la década de 1970, se abrió un pequeño centro comercial, conocido como Prince's Bay Trade Mart, en el antiguo complejo de la fábrica; pero su ubicación remota y la incapacidad de competir con el Staten Island Mall, más grande y ya establecido, condenaron el proyecto al fracaso, y se cerró unos años después. El complejo vacante fue quemado y arrasado, y el sitio se ha mantenido vacío debido a la contaminación del suelo.
En la esquina noreste del vecindario se encuentra Wolfe's Pond Park, un parque de la ciudad que fue el escenario de un espantoso homicidio cometido por Gus Farace (en ese momento residente de Prince's Bay) y tres cómplices en 1979. Lemon Creek desemboca en el estanque que da nombre al parque; Luego, el arroyo se puede rastrear hacia el oeste hasta la tierra donde florecieron las granjas avícolas y lecheras hasta la década de 1960, y finalmente viajó por conductos subterráneos hasta Arthur Kill.
Prince's Bay y otras comunidades en la costa sur de Staten Island alguna vez fueron lugares populares para casas de verano, la mayoría de las cuales eran propiedad de residentes de otros distritos, particularmente Manhattan ; sin embargo, estos disminuyeron cuando las aguas circundantes se contaminaron cada vez más durante el tercio medio del siglo XX. El vecindario también presentaba varios hoteles pequeños, siendo el Christmas Tree Inn en Wilbur Street quizás el más destacado entre ellos. Una cuadra al oeste de este último se encuentra el Campus Sur del Hospital de la Universidad de Staten Island, anteriormente conocido como Richmond Memorial Hospital, que tiene la distinción de ser el centro de cuidados agudos más al sur tanto en la ciudad de Nueva York como en el estado de Nueva York.
En las últimas décadas, la línea de costa del área se ha revitalizado con el desarrollo de muchas casas unifamiliares de lujo, convirtiéndose en una de las áreas más prósperas de Staten Island.

## Puntos de interés
La Casa de Abraham Manee es una de las casas más antiguas de los cinco distritos de la ciudad de Nueva York. Las vigas de la parte más antigua de la casa datan de 1670, mientras que la parte del edificio data de 1690. A pesar de que el Comité de Preservación de la Ciudad de Nueva York lo designó como un hito de la ciudad de Nueva York (actualmente marcado como en peligro por el LPC), parece que el propietario local, Leo Tallo, desea demolerlo para construir más casas adosadas. La casa está ubicada en 509 Seguine Avenue.
La Mansión Seguine es una casa histórica con un centro ecuestre con pavos reales y caballos. Algunas partes de la casa datan de 1670 y el Comité de Preservación de la Ciudad de Nueva York las ha considerado en peligro de extinción.
Wolfe's Pond Park y Lemon Creek Park están ubicados en Prince's Bay. Estos parques contienen áreas de juegos para niños, campos abiertos para deportes al aire libre como fútbol, béisbol y fútbol. Estos parques también contienen senderos para correr y parques para perros divididos para perros grandes y pequeños.
La Casa en 5910 Amboy Road se incluyó en el Registro Nacional de Lugares Históricos en 1982.

## Educación

### Bibliotecas Públicas
La Biblioteca Pública de Nueva York opera la sucursal Huguenot Park, que sirve a Prince's Bay y otros vecindarios, en 830 Huguenot Avenue en Drumgoole Road East. La sucursal abrió en enero de 1985.

### Instalaciones educativas
Prince's Bay alberga la escuela primaria Margaret Gioiosa (PS 3) y la escuela intermedia Elias Bernstein (IS 7). San José-St. Thomas es una escuela católica privada que atiende a los grados Pre-K3-8.

## Transporte
Prince's Bay cuenta con la estación de tren de Staten Island del mismo nombre.
Es atendido por los autobuses locales S55 y S56 en Seguine Avenue, y los autobuses locales S59 y S78 en Hylan Boulevard. También cuenta con autobuses expresos hacia/desde Manhattan: el SIM25 a lo largo de Hylan y en Foster Road/Seguine Avenue, el SIM2 a lo largo de Hylan y Huguenot Avenue, y el SIM24 a lo largo de Huguenot Avenue.
En 2018, el servicio de ferry rápido de cercanías hacia / desde Midtown y el centro de Manhattan estaba en estudio para Prince's Bay.